# X̧
Cette page contient des caractères spéciaux ou non latins. S’ils s’affichent mal (▯, ?, etc.), consultez la page d’aide Unicode.
X̧ (minuscule : x̧), appelé X cédille, est une lettre additionnelle latine, utilisée dans certaines romanisations KNAB.
Il s’agit de la lettre X diacritée d’une cédille.

## Utilisation
Dans la romanisation KNAB de l’adyguéen, ‹ x̧ › translittère la palotchka ‹ Ӏ ›.
Elle est aussi dans les romanisations KNAB de plusieurs langues caucasiennes comme l’aghul, l’akhvakh, l’andi, l’artchi, le bagvalal, le bejta, le botlikh, le budukh, le chamalal, le ghodoberi, le hinukh, le hunzib, le karata, le khinalug, le khvarshi, le kryz, le routoul, le tindi, le tsakhour, et le tsez.

## Représentations informatiques
Le X cédille peut être représente avec les caractères Unicode suivants :
- décomposé (latin de base, diacritiques) :

| formes    | représentations | chaînes de caractères | points de code | descriptions                                  |
| --------- | --------------- | --------------------- | -------------- | --------------------------------------------- |
| capitale  | X̧               | X◌̧                    | U+0058 U+0327  | lettre majuscule latine x diacritique cédille |
| minuscule | x̧               | x◌̧                    | U+0078 U+0327  | lettre minuscule latine x diacritique cédille |